# آرکوت (ولور)
آرکوت (به انگلیسی: Arcot) یک منطقهٔ مسکونی در هند است که در بخش ولور واقع شده‌است. آرکوت ۵۵٬۹۵۵ نفر جمعیت دارد و ۱۶۴ متر بالاتر از سطح دریا واقع شده‌است.
آرکات، شهری در ناحیهٔ آرکات شمالی در جنوب هند، از بخش‌های ایالت مدرس، واقع بر کنارهٔ رود پالار، در ۱۱۷ کیلومتری جنوب شهری غرب مدرس، با ۳۰٫۲۲۹ نفر جمعیّت (آمار ۱۹۷۱ م). اکثریت مردم آن هندو مذهب‌اند و غالباً به زبان تِلگو سخن می‌گویند.
نام این دو محل از دو کلمهٔ آرو و کدو که در زبان تامیل به معنی «شش جنگل» است ترکیب شده (آریاتیکا). جغرافیانویسان یونانی از نخستین سده‌های میلادی این ناحیه را می‌شناخته و از آن به نام «آرتاکوس» یاد کرده‌اند. ابن بطوطه در سدهٔ ۸ ق/ ۱۴ م نام آن را به صورت «هرکاتو» ضبط کرده‌است.
در دوران سلطنت راجه‌های سلسلهٔ چولا (سده‌های ۴–۷ق/۱۰–۱۳م) این ناحیه از مراکز مهم دینی و علمی بود، و مدرسه‌ای بزرگ برای تدریس شعبه‌های مختلف علوم در آن جا تأسیس شده بود. در نخستین سده‌های اسلامی مسلمانان از طریق دریا به سواحل شرقی هند مهاجرت کردند، و گروهی از آنان در اطراف این شهر سکونت گزیدند. در اکتشافات باستان‌شناسی اخیر ۹ عدد سکهٔ طلا از دورهٔ امویان در این منطقه به دست آمده‌است. تا پایان حکومت سلسلهٔ چولا (سدهٔ ۷ ق/۱۳ م). این بخش از سرزمین‌های جنوبی هند از ثبات و رونق فرهنگی و اقتصادی برخوردار بود، لکن از اواخر سدهٔ ۱۳ م چندی محل کشاکش راجه‌های محلی، و سپس درگیر لشکرکشی‌های سلاطین خلجی و قطب شاهی و عادلشاهی، و سرانجام عرصهٔ تاخت و تاز جنگجویان مراتهی گردید، و حتّی پس از آن که اورنگ زیب در ۱۱۰۰ق/۱۶۹۱م نواحی دکن را تصرف کرد، هنوز سرداران مراتهی بر این منطقه تسلط داشتند و قلعهٔ جنجی در آرکات در تصرف آن‌ها بود. در ۱۱۰۲ق/۱۶۹۱م سپاهیان مغول، راجارام (پسر و جاشنین شیواجی) در این قلعه را محاصره کردند، و از چندین سال در این محل در برابر نیروهای امپراتور مغول پایداری کرد. در طول این مدت جنگجویان مراتهی از اطراف بر سپاهیان مغول حمله می‌بردند و راه پیشرفت قوای اعزامی را به سوی این ناحیه می‌بستند. ولی سرانجام در ۱۲۱۲–۱۲۱۳ق/۱۷۹۸م این قلعهٔ بسیار مستحکم فتح شد و منطقهٔ آرکات به نام صوبهٔ کَرناتِک ضمیمهٔ امپراتوری مغول گردید. شهر آرکات مرکز آن شد تا پیش از مرگ اورنگ زیب (۱۱۱۹ق/۱۷۰۷م) ادارهٔ دکن بر عهدهٔ یکی از سرداران او به نام داودخان بومد، و صوبه‌داری کرناتک را نیز او داشت.
از آثار تاریخی شهر آرکات می‌توان قلعهٔ قدیمی شهر، قصر حکومتی، مسجد جامع و عیدگاه، مقبرهٔ سعادت الله خان، مقبرهٔ تیپومستان اولیت را یاد کرد.